# Ōgi Beach
Der Ōgi Beach (japanisch 扇浜 Ōgi-hama, deutsch ‚Fächerstrand‘) ist ein Strand, der sich am Kopfende einer Bucht im Süden der Insel Rumpa im östlichen Teil der Lützow-Holm-Bucht an der Prinz-Harald-Küste des ostantarktischen Königin-Maud-Lands befindet.
Teilnehmer einer von 1957 bis 1962 durchgeführten japanischen Antarktisexpedition kartierten den Strand. Die Benennung nahmen japanische Wissenschaftler 1973 vor. Das Advisory Committee on Antarctic Names übertrug diese 1975 in einer Teilübersetzung ins Englische.